# Sandra Pereira
Pour les articles homonymes, voir Pereira.
Sandra Maria de Brito Pereira, née le 18 février 1977 à Alvoco da Serra, est une femme politique et une linguiste portugaise, membre du Parti communiste. Elle est députée européenne de 2019 à 2024.